# 利贝里
利贝里（義大利語：Liberi），是意大利卡塞塔省的一个市镇。总面积17平方公里，人口1183人，人口密度69.6人/平方公里（2009年）。ISTAT代码为061045。